# Plough Lane (1912)
Plough Lane fue un estadio de fútbol situado en Wimbledon, Londres, Reino Unido. Durante casi ochenta años fue el estadio del Wimbledon Football Club, entre septiembre de 1912 y mayo de 1991, cuando el club trasladó los encuentros como local de su primer equipo a Selhurst Park, como parte de un acuerdo con el Crystal Palace Football Club. Los equipos reservas de ambos clubes comenzaron a emplear Plough Lane para sus partidos hasta 1998, cuando los terrenos se vendieron a Safeway. Mientras se negociaban los planes urbanísticos para el solar, el estadio permaneció abandonado por varios años hasta que fue demolido finalmente en 2002. Los terrenos que ocupó Plough Lane fueron transformados en bloques de viviendas, completados en 2008.
El AFC Wimbledon, club de fútbol sucesor del Wimbledon F. C., construyó su nuevo estadio en los terrenos que ocupaba el Wimbledon Stadium, un canódromo ubicado a unos 200 metros de donde se encontraba el Plough Lane original. El proyecto fue aprobado en diciembre de 2015 y el nuevo estadio (también llamado Plough Lane) fue inaugurado en noviembre de 2020, con capacidad para 9500 espectadores. El proyecto contempla la posibilidad de una ampliación hasta los 20000 espectadores.